# Vimose
Vimose er en offermose fra den tidligere jernalder, beliggende i Næsbyhoved-Broby sogn cirka 10 km nordvest for Odense på Fyn. Mosen, der oprindelig var en gletschersø, ligger i et 600 m langt dalsystem, omgivet af morænebakker. Fundene stammer overvejende fra mosens sydvestlige del.
Nyere forskning tyder på, at Viemosen har været hele Nordfyns offerplads, og at der er nedlagt flere ofringer i mosen efter slag, hvor fremmede hære er kommet enten nordfra eller sydfra og er blevet slået af den nordfynske hær.

## Fund
Efter en tørveskæring i 1848 ved Vimosen sender præstefruen Louise Brorson de første genstande til Det Kgl. Museum for Nordiske Oldsager i København og fra 1848 til 1858 blev der fundet våben og hærudrustningsdele, som blev afleveret til museet. Arkæologerne Japetus Steenstrup og Christian Herbst ledede i 1859 en undersøgelse for at planlægge en senere udgravning.
1865 fandt arkæologen Conrad Engelhardt ved systematiske udgravninger på et 600 m² stort område 2200 genstande. Også senere blev der bjerget mange genstande. De fleste af de omkring 4000 genstande befinder sig på Nationalmuseet og på det kulturhistoriske museum Møntergården i Odense.
De fleste af genstandene var ødelagt før nedlæggelsen og derefter deponeret i en sø. Spyd var f.eks. blevet bøjet og skjolde hugget i stykker. Nogle genstande viser spor af afbrænding. Efter at søen udtørrede blev den efterhånden dækket af et gytjelag, som førte til forskellige bevaringsproblemer mellem den basiske kalkgytje og den sure tørv.
Genstandene er blevet deponeret i flere adskilte faser og dækker en lang tidsperiode. Der er keramik fra Førromersk jernalder og træskærersnitterier i dyreornamentik fra Germansk jernalder. Man skelner mellem tre store våbennedlæggelser Vimose 1–3 og to mindre offerpladser.
- De ældste fund Vimose 1 er hjelme og lansespidser fra Hallstattkulturen.
- Fra lidt senere tid stammer Vimose 2, men det er ikke sikkert, om det handler om en enkelt eller flere nedlæggelser. Derunder befinder sig hjelme og skjoldbeslag, lanser og spydspidser.
- Fundplads Vimose 3 er fra endnu yngre dato og regnes under Hallstattkulturen.
- Et skjold af eg kunne dateres dendrokronologisk til år 205.

Der blev bjerget i alt 180 skjolde, 100 jern, otte bronze og tre ben skjoldremme og 70 håndgreb af træ, skjoldrandsbeslag af bronze og pyntebeslag. I de ældre deponeringer fandt man mange enæggede sværd. I deponeringerne fra Romerriget fandt man også toæggede sværd og 20 skafthulsøkser. Af de mange beslag var der både germanske og romerske produkter, som man regner for at være importeret. Desuden blev der fundet 5 langbuer af nåletræ, nogle buedele og 20 pileskafte mest af fyr, nogle også af ask. Der blev også bjerget komplette ringbrynjer og dele af ringbrynjer, som ikke kunne tidsfæstes. Foruden våben fandt man også værktøj, høvle, bor, hamre, ambolte, tange og file, hesteseler, knive, også til kirurgiske formål, fyrtøj og 70 kamme.
Begge offerpladser indeholdt knogler fra mennesker og dyr (hest, svin, kvæg, får/ged). De kan ikke indordnes tidsmæssigt. Man formoder, at ofringerne har fundet sted i Førromersk jernalder.
1931 blev mosen drænet, og fundområdet blev undersøgt af apoteker P. Helweg Mikkelsen, som konkluderer at mosen sandsynligvis er tømt for oldsager. Nutidens arkæologer udelukker ikke, at der er mere at finde i mosen.

## Oprindelse
På grund af de mange forskellige fundne våbentyper kunne deres oprindelse ikke bestemmes nærmere. Det gælder især for fundene fra Vimose 1. Ved Vimose 2 kom mange genstande, især bæltebestanddele fra Fyn og Jylland. Kammene kom fra Sydjylland, Nordtyskland og Sydsverige. De fundne slagfyrtøjer i Vimose 3 muliggjorde en mere præcis stedfæstelse som viser at de er fra Skandinavien. Vimose 3 viser også at ejeren af fundstykket havde en tydelig hierarkisk struktur. Særlig hestekumteselerne afspejler igen tydelige rangforskelle.

## Runeindskrifterne
Runefurerne blev overvejende opdaget ved udgravningerne i midten af det 19. århundrede. I alt er syv genstande bevaret, som bærer runer eller lignende tegn. Bortset fra en kam med runeindskrift stammer genstandene sandsynligvis fra Norge og Vestsverige og tilhører Vimose 3.
Verdens ældste runeindskrift, harja, findes på en kam fra 100-tallet, fundet i Vimose. Ordet kan være et mandsnavn, eller det kan betyde ”kam". 
Kammen hører til Vimose 2 perioden og dateres til ca. år 150–160. Det er en 5,6 × 4,9 cm stor tolagskam af ben. Da det handler om et mobilt objekt, er det ikke muligt med sikkerhed at bestemme runefurerne oprindelse. Dog er sammenlignelige tolagskamme begrænset til Fyn, Jylland og Nordtyskland. Runefurerne er ca. 1,3 cm høje og 2,9 cm lange og tager hensyn til en tredobbelt gennemhulning.
Et andet runefund er et skedebeslag med runer på begge sider. En side indeholder to linjer, der er skrevet i modsatte retninger. Den anden har kun én linje skrevet fra venstre mod højre. Der er ikke enighed om betydningen af teksten. To eksempler på fortolkningen er "holde sværdet, der hører til de berømte" (hentydning til sværdskeden) og "sværd, sømand, der rejser rundt". Der er kun enighed om ordet "sværd".
Bronzespændefundet var oprindeligt en del af et skedebeslag. Runerne er fastgjort i to rækker med fødderne mod hinanden på bagsiden af spændet. Man ved ikke, i hvilken rækkefølge linjerne skal læses. Læsning og fortolkning er også omstridt. Tolkningen kan f.eks være aadagas (u) | laasauwija eller aadagast | laasauwija, eller at navnet "Andagast" befinder sig i den første del. Andre læser en [n] sula = "spænde" og i den anden del ordet "indviede". Generelt er indskriften gådefuldt.